# Leucosphaera bainesii
Leucosphaera es un género monotípico de fanerógamas pertenecientes a la familia Amaranthaceae. Su única especie: Leucosphaera bainesii (Hook.f.) Gilg, es originaria del sur de África.

## Descripción
Es un arbusto enano, que alcanza un tamaño de 8-45 cm de altura, está muy ramificado, con frecuencia, en la base.

## Distribución y hábitat
Se encuentra principalmente en arena o tierra arcillosa, en los lugares abiertos de acacias; lugares sobrepastoreados, y en las llanuras aluviales de inundación de Botsuana, Namibia y Sudáfrica (Transvaal, Cabo Prov.), a una altitud de 610 - 2000 metros. 

## Taxonomía
Leucosphaera bainesii fue descrita por  (Hook.f.) Gilg y publicado en Nat. Pflanzenfam. Nachtr. [Engler & Prantl] I. 153 (1897).
Sinonimia
- Leucosphaera pfeilii Gilg
- Marcellia bainesii (Hook.f.) C.B.Clarke
- Sericocoma bainesii Hook.f.
- Sericocomopsis bainesii Schinz[3][4]